# Czabany
Czabany (ukr. Чабани) – osiedle typu miejskiego na Ukrainie w rejonie fastowskim obwodu kijowskiego.